# Serrat de la Plana (Santa Maria d'Oló)
|  | Aquest article tracta sobre el Serrat de la Plana de Santa Maria d'Oló. Vegeu-ne altres significats a «Serrat de la Plana (Pinell de Solsonès)». |

El Serrat de la Plana és una serra situada al municipi de Santa Maria d'Oló (Moianès), amb una elevació màxima de 605 metres.